# Hydroporus sabaudus
Hydroporus sabaudus är en skalbaggsart som beskrevs av Fauvel 1865. Hydroporus sabaudus ingår i släktet Hydroporus och familjen dykare.

## Underarter
Arten delas in i följande underarter:
- H. s. sabaudus
- H. s. sierranevadensis